# Florentin Petre
Pour les articles homonymes, voir Petre.
Florentin Petre est un footballeur roumain né le 15 janvier 1976 à Bucarest.

## Statistiques
| Année     | Équipe            | Championnat | Matchs | Buts |
| --------- | ----------------- | ----------- | ------ | ---- |
| 1994-1995 | Dinamo Bucarest   | Division 1  | 7      | 1    |
| 1994-1995 | UT Arad (prêt)    | Division 1  | 9      | 3    |
| 1995-1996 | Dinamo Bucarest   | Division 1  | 30     | 3    |
| 1996-1997 | Dinamo Bucarest   | Division 1  | 29     | 5    |
| 1997-1998 | Dinamo Bucarest   | Division 1  | 29     | 8    |
| 1998-1999 | Dinamo Bucarest   | Division 1  | 29     | 8    |
| 1999-2000 | Dinamo Bucarest   | Division 1  | 22     | 7    |
| 2000-2001 | Dinamo Bucarest   | Division 1  | 4      | 0    |
| 2001-2002 | Dinamo Bucarest   | Division 1  | 10     | 1    |
| 2002-2003 | Dinamo Bucarest   | Division 1  | 25     | 2    |
| 2003-2004 | Dinamo Bucarest   | Division 1  | 24     | 4    |
| 2004-2005 | Dinamo Bucarest   | Division 1  | 24     | 2    |
| 2005-2006 | Dinamo Bucarest   | Division 1  | 26     | 2    |
| 2006-2007 | CSKA Sofia        | Division 1  | 27     | 10   |
| 2007-2008 | CSKA Sofia        | Division 1  | 25     | 12   |
| 2008      | Terek Grozny      | Division 1  | 15     | 4    |
| 2009      | Terek Grozny      | Division 1  | 19     | 2    |
| 2009-2010 | CSKA Sofia        | Division 1  | 8      | 1    |
| 2010-2011 | Victoria Brănești | Division 1  | 10     | 0    |

## Palmarès

### Club
- Dinamo Bucarest
  - Champion de Roumanie : 2000, 2002, 2004
  - Coupe de Roumanie : 2000, 2001, 2003, 2004, 2005
  - Supercoupe de Roumanie : 2005

- CSKA Sofia
  - Champion de Bulgarie : 2008

## Sélections
- 53 sélections et 6 buts avec l'Équipe de Roumanie de football.

## Carrière d'entraîneur
- depuis oct. 2017 :  ACS Foresta Suceava

## Anecdote
- Dans le jeu vidéo de simulation Championship Manager 1998-99, Florentin Petre est tout simplement l'un des meilleurs joueurs du monde, et ses caractéristiques dans le jeu en font le nouveau Diego Maradona.